# Giorgio Valla
Giorgio Valla (Piacenza (Itàlia), 1447 - Venècia, 1500) era un humanista i escriptor italià del Renaixement, sobretot conegut per a la seva enciclopèdia, De expetendis et fugiendis rebus (Sobre el que cal recercar i allò de què cal fugir), la primera a ser impresa.

## Biografia
Cosí de Lorenzo Valla, va estudiar a la universitat de Nàpols i a la de Pavia. Va ensenyar retòrica a Milà, Pavia (1466- 1467 i 1475- 1476), Gènova (1476- 1479).
Havia reprès els seus cursos a Pavia quan el 1485 l'historiador Giorgio Merula, professor enèrgic i introduït a la cort i el senat de la República de Venècia, li va proposar anar a ensenyar grec a Venècia: en efecte, l'activitat diplomàtica creixent d'aquesta República amb el Llevant requeria un nombre augmentat de funcionaris lletrats.
En aquesta ciutat, Valla es va posar igualment a estudiar ciències, ja que l'atzar l'havia posat en possessió d'un manuscrit d'Arquimedes (el «còdex A», avui perdut), del qual van ser publicats alguns extractes a la seva enciclopèdia pòstuma. Va traduir igualment els elements d'Euclides al llatí i va publicar comentaris sobre Plini el Vell, Ptolemeu i Ciceró (el De oratore i el Brutus).

## Obres

### Tractats
- De orthographia (1495), Viena
- D'expedita ratione argumentandi (1498, réimpr. à Bâle en 1529) consultable sur Gallica.
- Logica (1498), Venècia. Consultable sobre Gallica - Biblioteca Nacional de França
- De simplicium natura (1528) Estrasburg: un tractat de farmacologia
- De expetendis et fugiendis rebus (1501, 40 llibres en 2 volums) Impr. Aldo Manuce, Venècia. Enciclopèdia matemàtica pòstuma.

### Comentaris, edicions crítiques i traducció
- Galeni introductorium ad medicinam Georgio Valla interprete (1491), impr. Bartholomaeus de Zanis, Venècia
- Opus magnorum moralium Aristotelis (1522), amb trad. llatina de Girardo Ruffo Vaccariensi, París. Consultable sobre Gallica - Biblioteca Nacional de França
- Juvenalis cum tribus commentariis (1485, réimpr. 1495), Venècia. Consultable sobre Gallica - Biblioteca Nacional de França
- M. Tullii Ciceronis epistolae familiares (1505), Lió. Consultable sobre Gallica - Biblioteca Nacional de França
- Pròleg al Comentari sobre Juvénal d'Antonio Mancinelli (1494), Venècia. Consultable sobre Gallica - Biblioteca Nacional de França